# Ciamannacce
Ciamannacce (kors. Ciamannaccia) – miejscowość i gmina we Francji, w regionie Korsyka, w departamencie Korsyka Południowa.
Według danych na rok 1990 gminę zamieszkiwały 93 osoby, a gęstość zaludnienia wynosiła 4 osób/km².